# Vasily Vladimirovich Berezutsky
Vasili Vladimirovich Berezutski (sinh ngày 20 tháng 6 năm 1982 ở Moskva) là một cựu hậu vệ người Nga. Anh bắt đầu sự nghiệp thi đấu chuyên nghiệp vào năm 1999 ở tuổi 17 ở FC Moskva. Anh là thành viên quan trọng của đội tuyển Nga. Anh có thể chơi ở vị trí trung vệ và đôi khi chơi ở cả vị trí hậu vệ cánh hay tiền vệ trung tâm. Anh là một hậu vệ giỏi và cũng có khả năng tấn công tốt.
Vasili bắt đầu chơi bóng đội thể thao trường Smena ở Moskva. Người anh em sinh đôi Aleksei của anh cũng là hậu vệ của CSKA.
Berezutski hiện có hợp đồng với CSKA tới năm 2019.
Vasili ghi bàn đầu tiên cho đội tuyển Nga ở vòng loại Euro 2008 ở trận gặp Macedonia.
Anh được triệu tập vào đội hình đội tuyển Nga ở Euro 2008 và có vào sân ở những phút cuối trong trận gặp Hy Lạp ở Salzburg và ra sân từ đầu trong trận bán kết gặp Tây Ban Nha ở Viên.

## Thống kê sự nghiệp
Tính đến 14 tháng 5 năm 2018
| Câu lạc bộ          | Giải hạng nhất Nga  | Mùa giải            | Giải ngoại hạng Nga | Giải ngoại hạng Nga | Cúp quốc gia Nga | Cúp quốc gia Nga | Châu Âu       | Châu Âu      | Khác          | Khác         | Tổng cộng     | Tổng cộng    |
| Câu lạc bộ          | Giải hạng nhất Nga  | Mùa giải            | Số lần ra sân       | Số bàn thắng        | Số lần ra sân    | Số bàn thắng     | Số lần ra sân | Số bàn thắng | Số lần ra sân | Số bàn thắng | Số lần ra sân | Số bàn thắng |
| ------------------- | ------------------- | ------------------- | ------------------- | ------------------- | ---------------- | ---------------- | ------------- | ------------ | ------------- | ------------ | ------------- | ------------ |
| Torpedo-ZIL         | D2                  | 2000                | 3                   | 0                   | 0                | 0                | —             | —            | —             | —            | 3             | 0            |
| Torpedo-ZIL         | D1                  | 2001                | 26                  | 0                   | 2                | 0                | —             | —            | —             | —            | 28            | 0            |
| Torpedo-ZIL         | Tổng cộng           | Tổng cộng           | 29                  | 0                   | 2                | 0                | -             | -            | -             | -            | 31            | 0            |
| CSKA Moskva         | D1                  | 2002                | 2                   | 0                   | 0                | 0                | —             | —            | 0             | 0            | 2             | 0            |
| CSKA Moskva         | D1                  | 2003                | 23                  | 0                   | 0                | 0                | 1             | 0            | 2             | 0            | 26            | 0            |
| CSKA Moskva         | D1                  | 2004                | 6                   | 0                   | 1                | 0                | 5             | 0            | 0             | 0            | 12            | 0            |
| CSKA Moskva         | D1                  | 2005                | 27                  | 2                   | 7                | 0                | 14            | 1            | 1             | 0            | 49            | 3            |
| CSKA Moskva         | D1                  | 2006                | 26                  | 1                   | 7                | 0                | 6             | 0            | 1             | 0            | 40            | 1            |
| CSKA Moskva         | D1                  | 2007                | 26                  | 1                   | 4                | 0                | 7             | 0            | 1             | 0            | 38            | 1            |
| CSKA Moskva         | D1                  | 2008                | 28                  | 0                   | 4                | 0                | 5             | 0            | -             | -            | 37            | 0            |
| CSKA Moskva         | D1                  | 2009                | 28                  | 2                   | 3                | 0                | 10            | 1            | -             | -            | 41            | 3            |
| CSKA Moskva         | D1                  | 2010                | 22                  | 0                   | 1                | 0                | 11            | 0            | 1             | 0            | 35            | 0            |
| CSKA Moskva         | D1                  | 2011–12             | 36                  | 0                   | 5                | 0                | 12            | 1            | 1             | 0            | 54            | 1            |
| CSKA Moskva         | D1                  | 2012–13             | 29                  | 0                   | 1                | 0                | 2             | 0            | -             | -            | 32            | 0            |
| CSKA Moskva         | D1                  | 2013–14             | 23                  | 0                   | 3                | 0                | 2             | 0            | 1             | 0            | 29            | 0            |
| CSKA Moskva         | D1                  | 2014–15             | 30                  | 1                   | 3                | 0                | 6             | 1            | 1             | 0            | 40            | 2            |
| CSKA Moskva         | D1                  | 2015–16             | 18                  | 0                   | 1                | 0                | 5             | 0            | -             | -            | 24            | 0            |
| CSKA Moskva         | D1                  | 2016–17             | 27                  | 1                   | 0                | 0                | 5             | 0            | 0             | 0            | 32            | 1            |
| CSKA Moskva         | D1                  | 2017–18             | 25                  | 1                   | 0                | 0                | 14            | 0            | -             | -            | 39            | 1            |
| CSKA Moskva         | Tổng cộng           | Tổng cộng           | 376                 | 9                   | 40               | 0                | 105           | 4            | 10            | 0            | 531           | 13           |
| Tổng cộng sự nghiệp | Tổng cộng sự nghiệp | Tổng cộng sự nghiệp | 406                 | 9                   | 42               | 0                | 105           | 4            | 10            | 0            | 562           | 13           |

## Bàn thắng quốc tế
| # | Ngày                | Địa điểm                                     | Đối thủ       | Bàn thắng | Kết quả | Giải đấu                 |
| - | ------------------- | -------------------------------------------- | ------------- | --------- | ------- | ------------------------ |
| 1 | 8 tháng 9 năm 2007  | Sân vận động Lokomotiv, Moskva, Nga          | Macedonia     | 1 – 0     | 3 – 0   | Vòng loại Euro 2008      |
| 2 | 5 tháng 9 năm 2009  | Sân vận động Petrovsky, Sankt-Peterburg, Nga | Liechtenstein | 1 – 0     | 3 – 0   | Vòng loại World Cup 2010 |
| 3 | 10 tháng 9 năm 2013 | Sân vận động Petrovsky, Sankt-Peterburg, Nga | Israel        | 1 – 0     | 3 – 1   | Vòng loại World Cup 2014 |
| 4 | 6 tháng 6 năm 2014  | Sân vận động Lokomotiv, Moskva, Nga          | Maroc         | 1 – 0     | 2 – 0   | Giao hữu                 |
| 5 | 11 tháng 6 năm 2016 | Sân vận động Vélodrome, Marseille, Pháp      | Anh           | 1 – 1     | 1 – 1   | Euro 2016                |

## Danh hiệu
- Huy chương đồng giải vô địch bóng đá châu Âu: 1
  - 2008
- UEFA Cup: 1
  - 2005
- Russian Premier League: 3
  - 2003, 2005, 2006
- Russian Cup: 4
  - 2002, 2005, 2006, 2008,2009
- Russian Super Cup: 4
  - 2004, 2006, 2007, 2009